# We Travel the Space Ways
We Travel the Space Ways è un album discografico del musicista jazz Sun Ra e della sua Myth Science Arkestra. Registrato in gran parte nel 1960, il disco venne pubblicato nel 1967 dalla El Saturn Records di proprietà dello stesso Sun Ra.

## Il disco
Il disco comprende varie versioni alternative di brani già apparsi, spesso in qualità sonora migliore, in altri album pubblicati dalla Saturn: Interplanetary Music e Space Loneliness in Interstellar Low Ways; Eve in Sun Ra and his Solar Arkestra Visits Planet Earth; We Travel The Space Ways in When Sun Comes Out; Tapestry From An Asteroid in The Futuristic Sounds of Sun Ra su Savoy Records; New Horizons in Jazz by Sun Ra; e Velvet in Jazz in Silhouette.
La traccia più vecchia sull'album, New Horizons, venne registrata al Balkan Studio di Chicago il 13 aprile 1956, e precede la versione dello stesso pezzo inclusa in Jazz by Sun Ra. Velvet risale alla fine della sessione agli RCA Studios di Chicago, 17 giugno 1960, che portò in dote più di trenta incisioni poi distribuite in cinque album (Fate in a Pleasant Mood, Holiday for Soul Dance, Angels and Demons at Play, We Travel the Space Ways & Interstellar Low Ways). Eve e Space Loneliness furono registrate dal vivo al club Pershing Lounge di Chicago, il 13 luglio 1961. Il resto dei brani proviene da diverse sessioni datate 1960. Il suono meccanico che si sente alla fine della title track proviene da un robot giocattolo.
Quando il disco venne ristampato in formato CD dalla Evidence, fu accoppiato insieme all'album del 1961 Bad and Beautiful, la prima incisione di Sun Ra per la Saturn dopo il suo arrivo a New York.

## Tracce

### LP vinile 12"
- Tutti i brani sono opera di Sun Ra.

Lato A
1. Interplanetary Music - 2:41
2. Eve - 3:08
3. We Travel The Space Ways - 3:23
4. Tapestry From An Asteroid - 2:07

Lato B
1. Space Loneliness - 4:49
2. New Horizons - 3:01
3. Velvet - 4:36